# Доменіко Баффіго
Доменіко Баффіго (італ. Domenico Baffigo, 12 серпня 1912, Корнільяно Лігуре (зараз частина Генуї) - 11 вересня 1943, Неаполь) - італійський морський офіцер, учасник Другої світової війни, нагороджений Золотою медаллю «За військову доблесть».

## Біографія
Доменіко Баффіго народився 12 серпня 1912 року в містечку Корнільяно Лігуре (зараз частина Генуї). У віці 16 років вступив до Військово-морської академії в Ліворно, яку закінчив у 1931 році в званні гардемарина. Через рік отримав звання молодшого лейтенанта. Брав участь в італо-ефіопській війні та громадянській війні в Іспанії. У 1936 році отримав звання лейтенанта.
У 1940 році вступив до школи морських авіарозвідників в Таранто. Після вступу Італії у Другу світову війну ніс службу у 186 ескадрильї гідролітаків, здійснивши численні розвідувальні польоти над Середземним морем.
У 1941 році отримав звання капітана III рангу. Того ж року був переведений в Кастелламмаре-ді-Стабія, де контролював будівництво легкого крейсера «Джуліо Джерманіко».
В день укладення перемир'я із союзниками 8 вересня 1943 року командир корабля був відсутній, його обов'язки виконував  Доменіко Баффіго. Коли німецькі війська атакували територію верфі, італійці відкрили вогонь з гармат крейсера. Їм вдалось протриматись 3 дні, але німці підтягнули підкріплення та придушили опір. Доменіко Баффіго був узятий в полон, переправлений в Неаполь і 11 вересня розстріляний.

## Нагороди
- Золота медаль «За військову доблесть»
- Золота медаль «За військову доблесть» (тричі)
- Бронзова медаль «За військову доблесть»
- Хрест «За військову доблесть»
- Кавалер Ордена Корони Італії